# Dugard (Choiseul)
Dugard es una localidad de Santa Lucía, que forma parte del distrito de Choiseul.